# Norvegieni
Norvegienii (în norvegiană nordmenn) sunt un popor al Peninsulei Scandinavia, locuitori majoritari ai Norvegiei, dar răspândiți și în alte țări nordice și de pe glob. Religia lor predominantă este reprezentată de luteranism.
Popor germanic, norvegienii s-au stabilit în Scandinavia încǎ înaintea erei noastre. Au populat preponderent sudul și vestul Țǎrii Fiordurilor, iar din 874 ținta expansiunilor a devenit Islanda și Groenlanda, au ajuns chiar și în America de Nord, în jurul anului 1000 aceștia au vizitat insula Newfoundland și coasta Labradorului, cu 500 de ani înainte ca Columb sǎ descopere America. Vikingii din Norvegia și-au lǎsat urma în multe colțuri din Europa, cum ar fi: Normandia, Britania, Sicilia. Comunicând cu vecinii sǎi scandinavi (danezi și suedezi), norvegienii sunt în stare sǎ-i înțeleagǎ mai bine, decât cele douǎ națiuni între ele.
Norvegienii iubesc sporturile de iarnă. Schiurile au fost inventate în Norvegia și sunt în mod tradițional extrem de populare în această țară. Norvegienii, în ciuda numărului lor mic, au dat lumii mulți exploratori, savanți și artiști.